# Gai Vil·li
Gai Vil·li (en llatí: Gaius Villius) va ser un polític romà de la gens Víl·lia, una antiga família romana d'origen plebeu.
Era amic de Tiberi Semproni Grac i, després del seu assassinat l'any 133 aC, els aristòcrates el van matar cruelment: el van posar en un vaixell amb serps (escurçons negres) i el van fer naufragar. Es diu que aquesta era la manera en què es matava als parricides.